# Héry (Yonne)
Héry – miejscowość i gmina we Francji, w regionie Burgundia-Franche-Comté, w departamencie Yonne.
Według danych na rok 1990 gminę zamieszkiwało 1635 osób, a gęstość zaludnienia wynosiła 77 osób/km² (wśród 2044 gmin Burgundii Héry plasuje się na 127. miejscu pod względem liczby ludności, natomiast pod względem powierzchni na miejscu 403.).